# ORMICA
La Organización Militar Catalana (ORMICA) fue una organización paramilitar adscrita al nacionalismo catalán radical fundada por Josep Maria Batista i Roca durante el reinado de Alfonso XIII. La organización, que fue más teórica que práctica, vio la necesidad de construir un Ejército Catalán para conseguir la independencia de Cataluña.
- Datos: Q9051412